# Carl Wilhelm von Nägeli

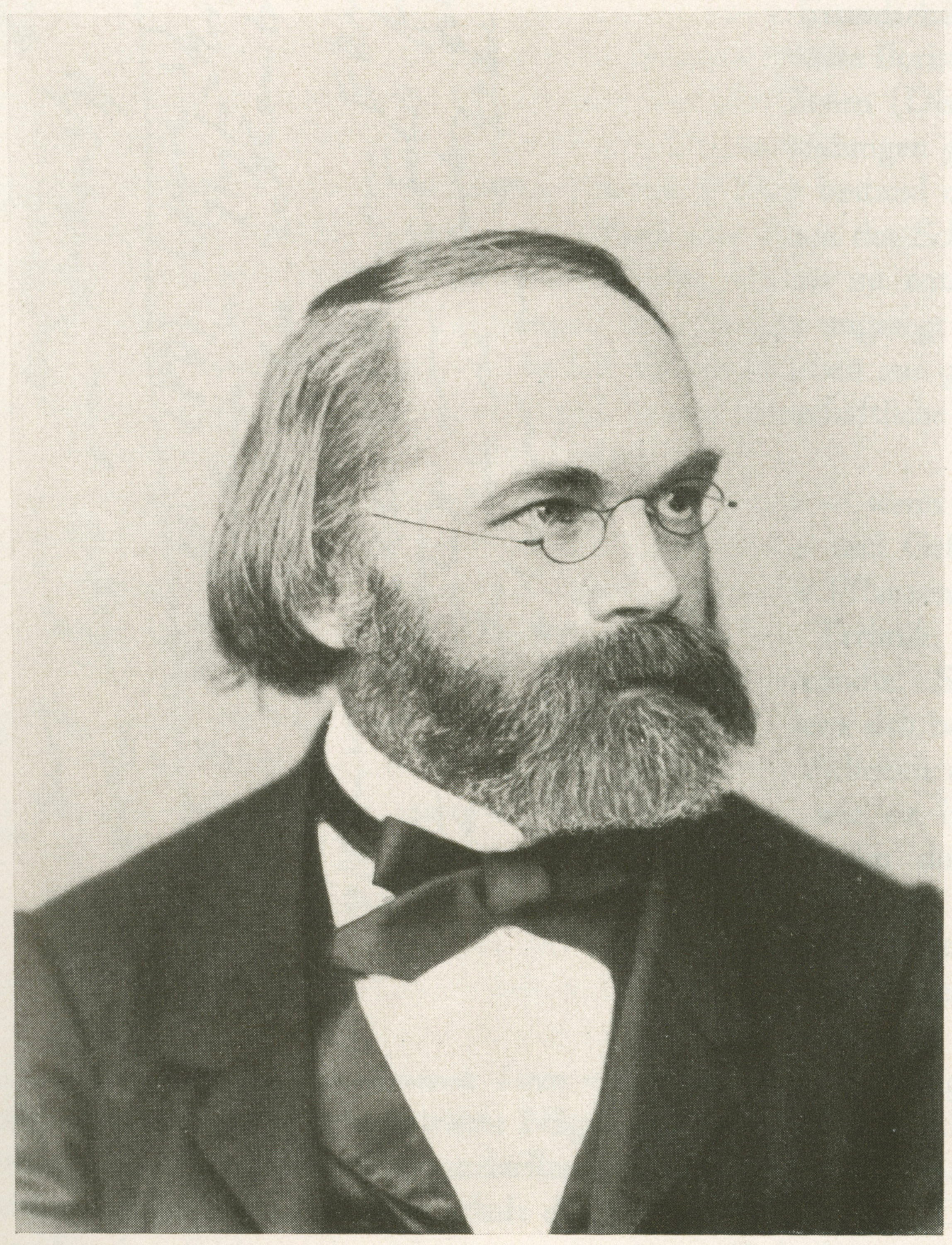
Carl Wilhelm von Nägeli

Carl Wilhelm von Nägeli oder Karl Nägeli (* 27. März 1817 in Kilchberg; † 10. Mai 1891 in München) war ein Schweizer und später deutscher Botaniker und Zellforscher. Sein offizielles botanisches Autorenkürzel lautet „Nägeli“.

## Leben
Nägeli wurde als Sohn eines Arztes geboren. Er studierte in Zürich ab 1836 Medizin, wechselte jedoch bald zur Botanik und studierte unter anderem bei Lorenz Oken und Oswald Heer. Ab 1839 studierte er an der Universität Genf bei Alphonse Louis Pierre Pyrame de Candolle. Er wurde 1840 in Zürich mit einer Arbeit über Die Cirsien der Schweiz zum Dr. phil. promoviert. Nachdem er 1841 zunächst in Berlin studiert hatte, arbeitete er ab 1842 bei Matthias Schleiden an der Universität Jena.
1849 wurde Nägeli zum außerordentlichen Professor an die Universität Zürich berufen und erhielt 1852 einen Ruf auf den Lehrstuhl für Botanik an der Universität Freiburg im Breisgau. Dort wirkte er bis 1856 und war anschließend Professor für Allgemeine Botanik am Eidgenössischen Polytechnikum (der Vorgängerin der ETH Zürich) und zugleich an der Universität Zürich.
Die längste Zeit seines akademischen Wirkens verbrachte Nägeli an der Ludwig-Maximilians-Universität München, wo er von 1857 bis zu seiner Emeritierung 1889 als Professor für Allgemeine Botanik und Mikroskopie arbeitete. Er war Mitglied der Gesellschaft Deutscher Naturforscher und Ärzte. Seit 1862 war er ordentliches Mitglied der Bayerischen Akademie der Wissenschaften. 1877 wurde er zum auswärtigen Mitglied der Göttinger Akademie der Wissenschaften gewählt. Seit 1865 war er korrespondierendes Mitglied der Russischen Akademie der Wissenschaften. 1878 wurde er in die American Academy of Arts and Sciences aufgenommen.
Carl Wilhelm von Nägeli gehörte zu den bedeutenden Botanikern des 19. Jahrhunderts. In der Zeit seines Wirkens veränderte sich die Biologie entscheidend. Matthias Schleiden und Theodor Schwann bewiesen, dass sich alle Organismen aus Zellen aufbauen und entwickeln. Charles Darwin formulierte seine Deszendenztheorie. Mit Hilfe mikroskopischer, biochemischer und biophysikalischer Methoden wurden neue Einsichten in Strukturen und Funktionen von Zelle und Gewebe gewonnen. Damit war es möglich, viele Vorgänge in der Natur auf natürliche Ursachen zurückzuführen. Die bis dahin verbreiteten naturphilosophisch-spekulativen Theorien, unter anderem auch von Nägelis Lehrer Lorenz Oken, verloren ihren Einfluss auf das biologische Denken.
Die große Bedeutung von Carl Wilhelm von Nägeli für die weitere Entwicklung der gesamten Botanik belegen die zahlreichen Schüler, die später auf verschiedensten Feldern berühmte Forscher wurden: Der Algenforscher Karl Eduard Cramer (1831–1901); der Begründer der Anatomie der Moose, Paul Günther Lorentz (1835–1881); Hubert Leitgeb (1835–1888), der die Entwicklung der Lebermoose erforschte; Simon Schwendener, der als Begründer der „physiologischen Anatomie“ berühmt wurde; Carl Prantl, der Farnforscher; Julius Oscar Brefeld, der den Entwicklungsgang vieler Pilze aufklärte; sowie Carl Correns, einer der Mitbegründer der Vererbungslehre. Auch Anton Rehmann studierte für seine Habilitation bei Nägeli Pflanzenanatomie.

## Ehrungen
Zu Ehren von Nägeli wurde am 8. Februar 1955 in Köln eine Straße nahe der Kölner Flora nach ihm benannt. Auch die Pflanzengattung Naegelia Zoll. & Moritzi aus der Familie der Kreuzdorngewächse (Rhamnaceae) und die Algengattung Naegeliella Schroet. sind nach ihm benannt.

## Forschung
Carl Wilhelm von Nägeli schrieb bereits im Alter von 25 Jahren eine Arbeit über die Bildung von Pollen und beschrieb die Zellteilung mit großer Genauigkeit. Die von ihm beschriebenen „transitorischen Zytoblasten“ wurden später als Chromosomen identifiziert. Weiter untersuchte er den Prozess der Osmose in einzelligen Algen. Zusammen mit Hugo von Mohl unterschied er als erster Botaniker die pflanzliche Zellwand vom Inneren der Pflanzenzelle und erklärte deren Wachstum durch Intussusception (Einlagerung).
Er beschrieb erstmals Bau und Funktion der Spermatozoide bei den Kryptogamen und untersuchte die Bedeutung niederer Pilze für die Entstehung von Infektionskrankheiten. Zum bleibenden wissenschaftlichen Bestand der Botanik wurde die mit Albert Peter gemeinsam verfasste Monographie Die Hieracien Mitteleuropas (1885 bis 1889).
Besonders intensiv beschäftigte sich Nägeli mit der Mikroskopie, über die er zusammen mit Simon Schwendener 1865 Das Mikroskop. Theorie und Anwendung desselben schrieb. Darüber hinaus verfasste er in seinem Handbuch der Mikroskopie unter anderem die erste umfassende Darstellung der Polarisationsoptik nebst ihrer Anwendung auf pflanzliche Objekte.
Nägelis genetische und zytologische Forschungen führten ihn zur Erkenntnis, dass „bei der Fortpflanzung des Organismus die Gesamtheit seiner Eigenschaften als Idioplasma vererbt wird“. Er führte den Begriff des Idioplasma in die Botanik ein. Dieses Idioplasma sollte derjenige Plasmaanteil des Protoplasten sein, der die „wirklichen Anlagen“, heute würden wir sagen, den Genotyp, enthält. Nägeli schreibt dazu: „In jeder Keimzelle sind die Merkmale aller Vorfahren als Anlagen eingeschlossen“.
Mit seiner Micellartheorie (als Mizellartheorie des Protoplasmas auch 1877 publiziert) stellte er 1858 eine Hypothese über die submikroskopische Architektur von optisch anisotrop erscheinenden Biostrukturen vor und prägte den Begriff Meristem. Er postulierte dabei, dass sämtliche Plasmasubstanzen „aus den verschiedenen Modificationen der Albuminate“ bestünden. Deren Moleküle sollten danach „zu krystallinischen Molekülgruppen vereinigt, in löslicher und unlöslicher Form gemengt, eine meist halbflüssige schleimartige Masse bilden“. Weiter: „Im befeuchteten Zustande ist jedes mit einer Hülle von Wasser umgeben; im trockenen Zustande berühren sie sich gegenseitig“. Die Molekülgruppen, von denen er annahm, dass sie 72 C-Atome enthielten, nannte er „Micellen“ (vgl. Mizelle). Diese Hypothese hat sich in vielen Punkten als zutreffend erwiesen, zum Beispiel hinsichtlich der Kristallinität der Cellulosefibrillen und der Amorphie und starken Quellbarkeit der „Intermicellarsubstanz“, die der heute bekannten Zellwand-Grundsubstanz entspricht.
In dem Werk Mechanisch-physiologische Theorie der Abstammungslehre (1884) legte Nägeli seine evolutionsbiologischen Ansichten nieder. Nägeli war schon vor Kenntnisnahme des Werkes von Darwin von einer natürlichen Entwicklung der Arten (Evolution) überzeugt, so in seiner Schrift Die Individualität in der Natur von 1856. Denn nach dem Erscheinen von Darwins "Entstehung der Arten" (1859) setzte er sich intensiv mit der Deszendenzlehre auseinander, stimmte ihr auch zu, fand aber Darwins Deutung (wie dieser selbst) der umformenden Einwirkung der Umwelt auf den Organismus unbefriedigend und postulierte ein Zwischen-Agens, das „Idioplasma“ (s. o.), so dass die Selektion auf durch „innere Ursachen“ gestaltete Individuen wirken könnte – eine logische Vorwegnahme der späteren Erbsubstanz! Allerdings erkannte Nägeli die Bedeutung der Arbeiten von Gregor Mendel diesbezüglich nicht: Dieser hatte ihm 1866 einen der 40 Sonderdrucke seiner Versuche über Pflanzen-Hybriden geschickt, deren Ergebnisse Nägelis Theorien widersprachen (weil N. noch nicht mit distinkten Genen rechnete). In einem Begleitbrief erwähnte Mendel seine Bastardierungsversuche mit Habichtskräutern (Hieracium), die Nägeli besonders gut kannte. Offenbar schätzte Nägeli den Wert von Mendels Untersuchungen gering, weil sie von einem „Praktiker“ stammten: „Praktiker“ verließen sich seiner Ansicht nach auf die Erfahrung, ohne deren Richtigkeit zu überprüfen – was ja nur „durch den wissenschaftlichen Versuch, der mit dem sogenannten Versuch der Praktiker nichts gemein hat“ (Nägeli, 1877), möglich sei. Nägeli unternahm selbst umfangreiche Kreuzungsexperimente mit Hieracium zur Überprüfung der Abstammungslehre.
Nägeli war zusammen mit anderen Forschern seiner Zeit ein Verfechter des Pleomorphismus-Konzepts, das in der Folgezeit an Bedeutung verlor. Er meinte etwa – im Gegensatz zu Robert Koch – beobachtet zu haben, dass Bakterien durch Zerfall und Neu-Zusammentreten der Teile zu anderen Arten werden könnten.
Auf Nägeli geht auch der Begriff der Oligodynamie zurück, der eine schädigende Wirkung von Metall-Kationen (positiv elektrisch geladene Metallionen), insbesondere von Schwermetallen, auf lebende Zellen beschreibt.

## Schriften (Auswahl)
- Zur Entwicklungsgeschichte des Pollens bei den Phanerogamen. Orell, Füssli und Comp., Zürich 1842 (Google Books)
- Die Individualität in der Natur mit vorzüglicher Berücksichtigung des Pflanzenreiches. Meter & Zeller, Zürich 1856 (Google Books)
- Das Wachsthum des Stammes und der Wurzel bei den Gefässpflanzen und die Anordnung der Gefässstränge im Stengel. In: Beiträge zur Wissenschaftlichen Botanik, 1, Wilhelm Engelmann, Leipzig 1858 (Google Books)
- Entstehung und Begriff der Naturhistorischen Art. München, 1865 (Archive)
- mit Simon Schwendener: Das Mikroskop: Theorie und Anwendung desselben. Wilhelm Engelmann, Leipzig 1867 (Archive)
- Die niederen Pilze in ihren Beziehungen zu den Infectionskrankheiten und der Gesundheitspflege. R. Oldenbourg, München, 1877 (Archive)
- Theorie der Gärung: ein Beitrag zur Molekularphysiologie. R. Oldenbourg, München, 1879 (Archive)
- Mechanisch-physiologische Theorie der Abstammungslehre. R. Oldenbourg, München und Leipzig 1884 (Archive)
- mit Albert Peter: Die Hieracien Mittel-Europas. Monographische Bearbeitung der Piloselloiden mit besonderer Berücksichtigung der mitteleuropäischen Sippen. R. Oldenbourg, München 1885 (Archive)